# Amiga 1200

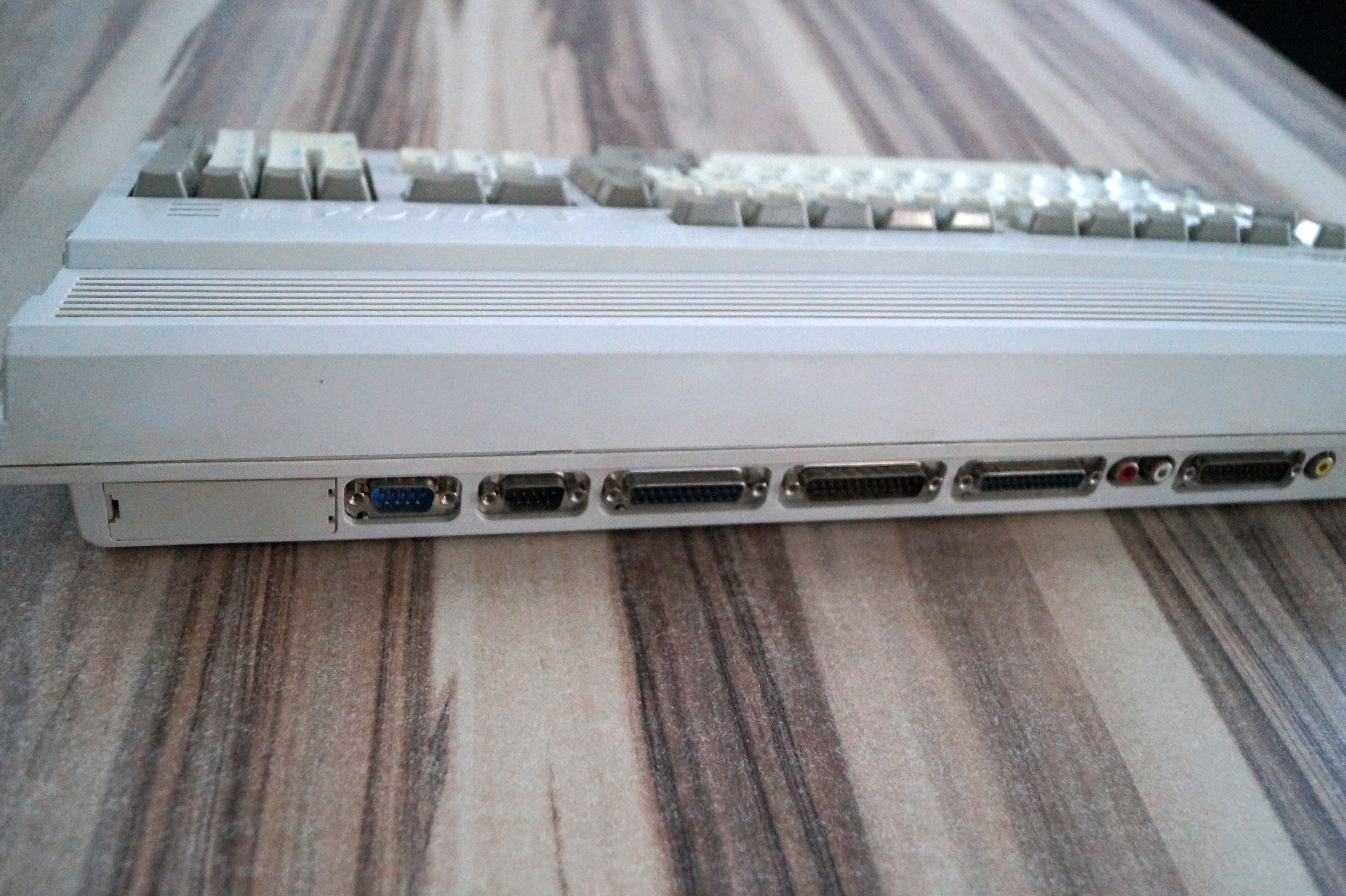
A1200 hátlapi csatlakozók (részlet)

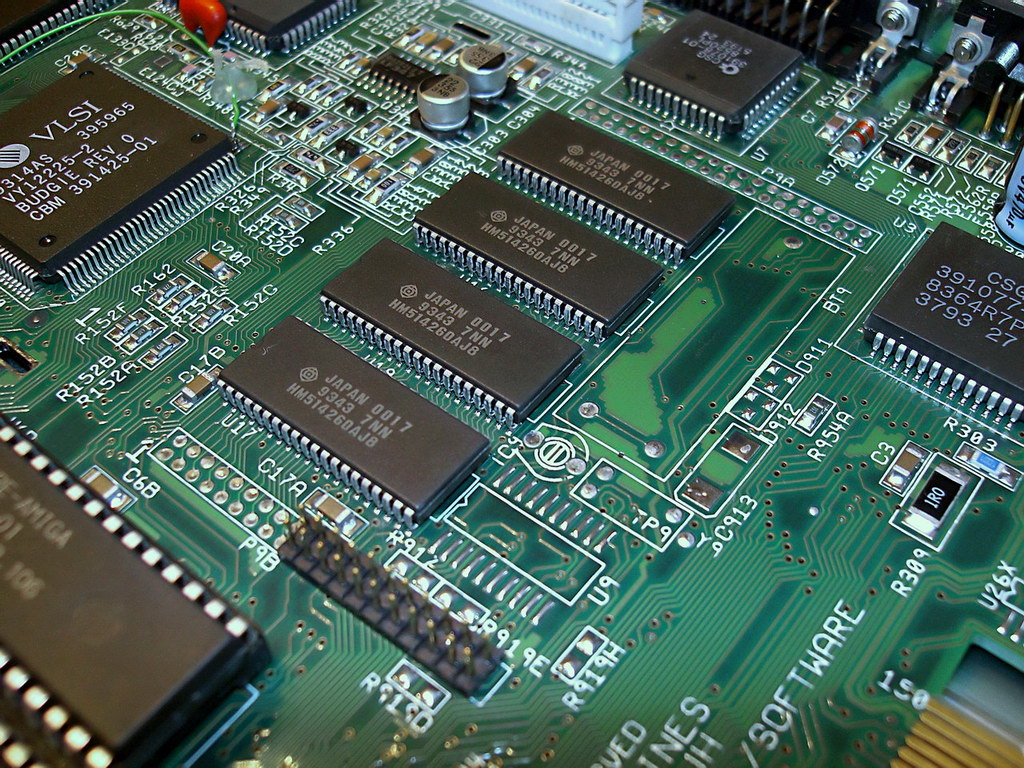
A1200 Chip RAM-ok

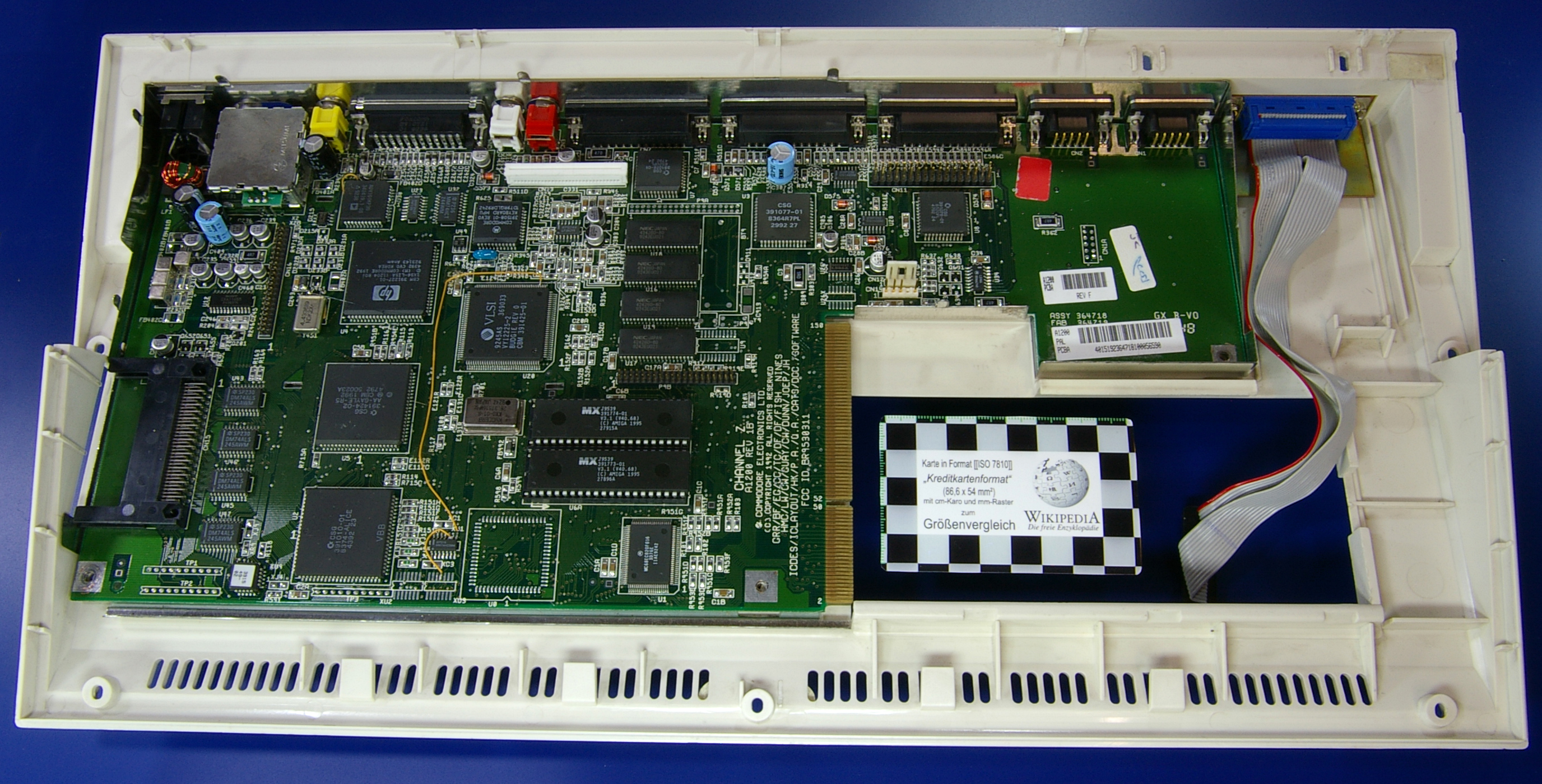
A1200 leszedett burkolattal

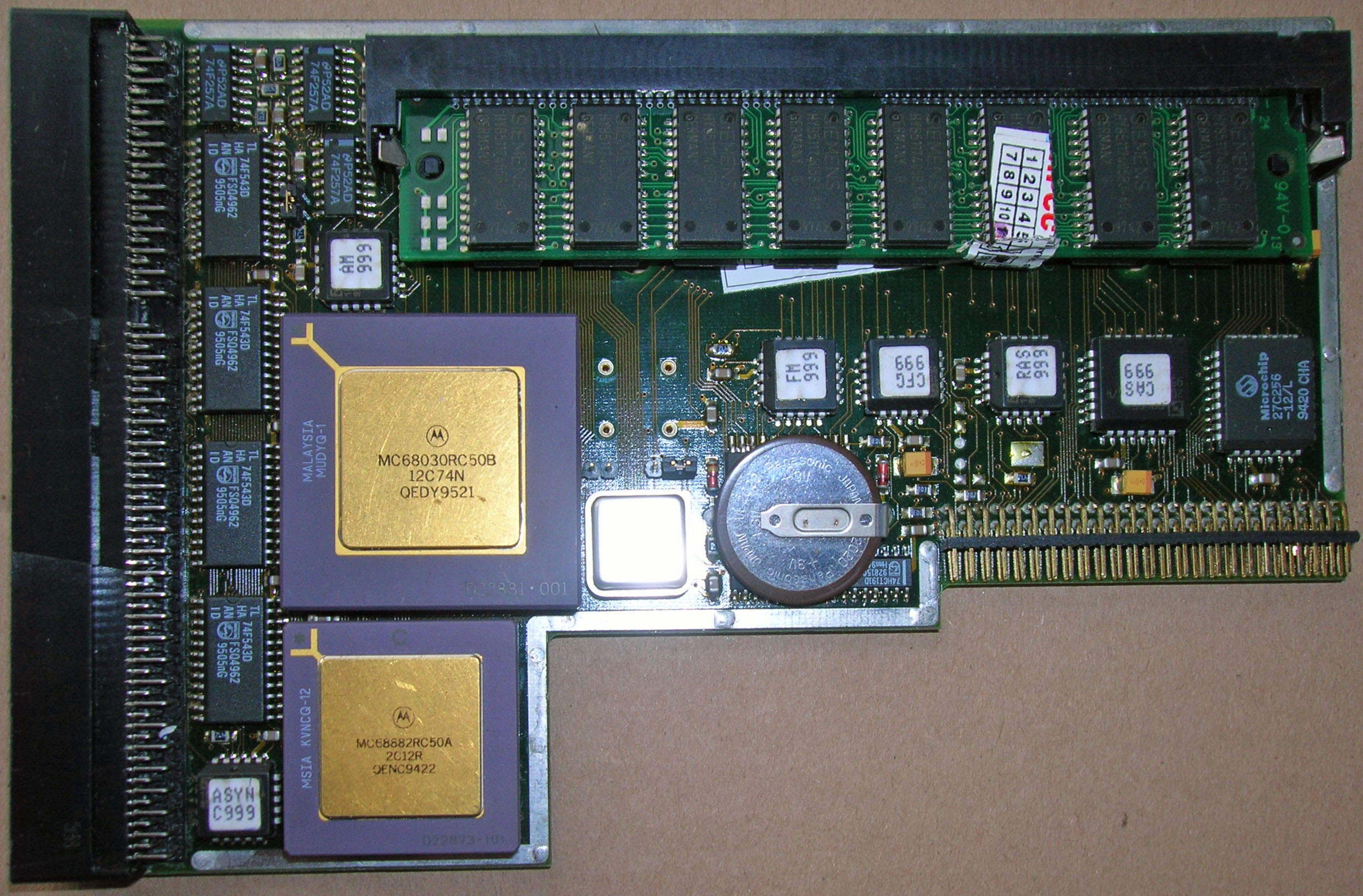
Blizzard 1230 Mk III gyorsítókártya: Motorola 68030/50 MHz CPU and a Motorola 68882/50 MHz FPU + 32 MB RAM

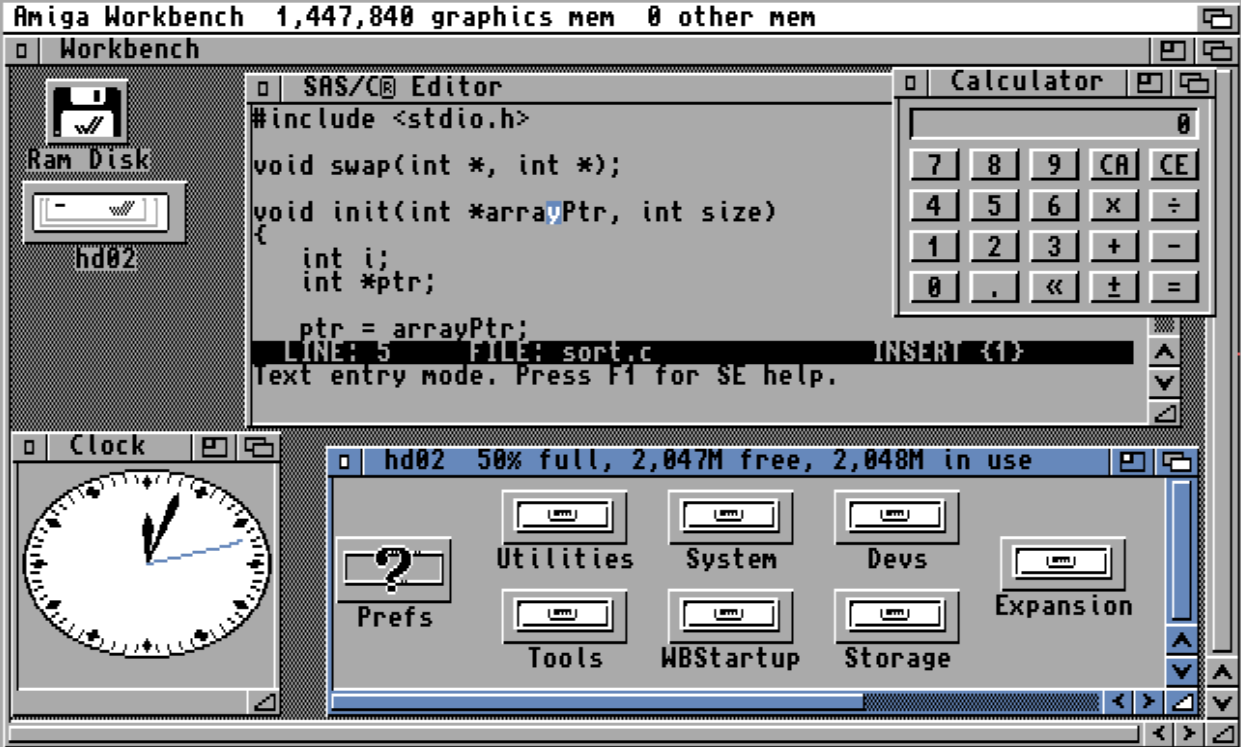
Workbench 3.1 képernyőkép

Az Commodore Amiga 1200, vagy A1200 a Commodore 1992 őszén kiadott személyi számítógépe, melyet a Commodore csődjéig, 1994 áprilisáig, majd 1995 májusától az Escom leányvállalata, az Amiga Technologies által 1996-ig gyártották.

## Eladások
A gépet vitték, mint a cukrot és a mai napig az egyik legjobb Amigának tekintik. Az Escom gyártmányoknál inkompatibilitási problémákat okozott az Amiga fájlrendszere miatt átalakított PC-típusú HD floppy meghajtó, melyet ingyen javítottak áramkör szinten.  "Amiga Magic pack", illetve "Amiga Surfer bundle" néven árusították, továbbá az Escom csereakciót hirdetett, miszerint ha leadtál egy Amiga 500-at, akkor 199$-ért kaptál egy A1200-őt. Az Egyesült Királyságban és Ausztráliában "Desktop Dynamite pack" néven árulták csomagban, mely tartalmazta a Workbench 3.0-át, a Deluxe Paint IV AGA-verzióját, a Wordworth szövegszerkesztőt és két játékot: az Oscar-t és a Dennis-t. Létezett még egy "Comic relief" csomag is, mely szintén WB 3.0-val és a Sleepwalker nevű játékkal együtt volt megvásárolható.
A kezdetektől változatlan 8-bites hangrendszer ugyan még megütötte az akkori átlagot, de a versenytárs platformokon (Macintosh, IBM PC) már megjelent a 16-bites hangzás, mely hamarosan elterjedt.
Az egy évvel korábbi, az Amiga 500 Plus visszamenőleges inkompatibilitási problémáiból fakadó kritikákból tanulva a Commodore már nem állította, hogy az új Amiga 1200 100%-ban kompatibilis lenne minden régi szoftverrel. Kelly Sumner, a Commodore UK akkori ügyvezető igazgatója szerint csak mintegy 60%-ban, ugyanakkor áthidaló megoldásként a két egérgomb együttes lenyomására előugró boot kiválasztó képernyőn lehetőség van a régi chipset emulálását beállítani, mellyel ez az arány jelentősen jobb. Ezzel a magatartással a Commodore kicsit rosszabbnak tüntette fel a problémát a valósnál.
Hónapokkal a megjelenés előtt a nagyobb szoftverházak A1200 prototípusokat kaptak, így decemberre már a boltokba került több népszerű szoftver AGA-átirata, mely kihasználta a 256-szín és HDD kapacitás adta kibővült lehetőségeket. Az Electronic Arts Deluxe Paint IV rajzprogramja mellett a Gremlin Graphics kiadta a Zoolt A1200-re, Mindscape PC-ről portolta a Wing Commander 2-t, a MicroProse elkészítette a Civilization AGA verzióját. Ezek kisebb része állt rendelkezésre a debütáláskor, de folyamatosan jelentek meg újabb és újabb szoftverátiratok, majd később már a kifejezetten AGA chipsetre fejlesztett játékok.
A Commodore UK vezetése úgy gondolta, hogy a költséghatékony és az Amiga 500-nál megbízhatóbb Amiga 600 lesz "a kilencvenes évek C64-e" és az Amiga 1200 a "vágyott" gép. Az emberek többsége A600-at fog venni és a két termék nem fogja egymást kiütni. Az árazás is ennek megfelelően alakult, az A600 £299-ba került, mely pontosan £100-tal olcsóbbá tette az A1200-nél.
Ezzel együtt is, főként Amerikában, rossz sajtója volt az új gép visszamenőleges inkompatibilitásának, feltörekvőben voltak a nagyobb teljesítményű 4. generációs játékkonzolok és a PC-k világába is kezdett betörni a multimédia. Az USA-ban a kiskereskedések kisebbik része vette csak föl az A1200-őt termékpalettájára, így az eladások már eleve csak szerényebbek lehettek az Amiga 500-hoz képest. A modellt már az otthoni számítógépek piacát hajdan domináló gyártó hanyatló időszakában adták ki. A Commodore sosem adott ki hivatalosan értékesítési adatokat, de becslések szerint mintegy 95 ezer A1200-est adtak el Németországban és kevesebb, mint 1 millió darabot világszerte.

## Kihagyott lehetőségek
Fentebb láthattuk, hogy a kompatibilitási problémák nagy részét trükkösen, de megoldották. Voltak azonban olyan elemek, melyek költséghatékonysági okokból nem kerültek bele az A1200-be, pedig a fejlesztők, azaz a szakma egy része ezt várta. Az egyik ilyen elhalasztott lehetőség volt a már feljövőben lévő 16-bites hangzás mellőzése, a másik pedig a PC-ken már általános HD hajlékonylemezes meghajtó kihagyása (melyet a nagyobb testvér Amiga 4000-be már beépítettek). A DSP és vele együtt a CD-minőségű hangzás tervben volt az A3000+ prototípusban, hiányát pedig Dave Haynie tervezőmérnök az akkori vezetés (Mehdi Ali, illetve William Sydnes) inkompetenciájának tartja, az 1,76 MB kapacitású, nagysűrűségű (HD) "kisfloppy" pedig a költségcsökkentés áldozata lett, inkább raktak a gépbe 2 MB Chip RAM-ot indulásképpen, mint a drágább nagykapacitású floppy-meghajtót.
A fejlettebb és gyorsabb Motorola 68030 CPU alkalmazásának hiánya is egy kihagyott lehetőség, melynek magasabb órajele és integrált memóriavezérlő (MMU) nélküli, olcsóbb kivitelű változata (MC68EC030) kiemelhette volna a gép teljesítményét a versenytársakkal összevetésben.
Az Amiga 1200 sosem érte le az Amiga 500 eladási számait, mivel nem rendelkezett azzal a technológiai előnnyel a versenytárs termékekhez képest, mint a maga idejében az A500. A titokban már 1988 óta "AAA" kódnév alatt futó újgenerációs chipset tervezését leállították, mert látszott, hogy az idők során már nem lenne akkora előny a versenytársakhoz képest, mire kijönne. Az AGA ehhez képest még egy fokkal fejletlenebb lett. A technológiai előny hiánya és a relatív magas ár hosszabb távon a modulárisabb és olcsóbb PC-knek kedvezett.

## Konstrukció

### Processzor és memória
Az Amiga 1200-be épített Motorola 68CE020 CPU 24-bites címzést alkalmaz, azért elméletileg a maximálisan megcímezhető memória 16 MB. Egy gyári modellben 2 MB Chip RAM van, mely tovább nem bővíthető. Maximálisan 8 MB Fast RAM adható a rendszerhez "trapdoor" bővítőkártyán keresztül, mely a gyári adathoz képest kb. 2,26-szoros sebességűre gyorsítja a gépet. Független gyártók különféle bővítőkártyái révén akár Apollo 68080 CPU és 128 MB RAM, FastIDE és SD memóriakártya (Vampire gyorsítókártya), vagy akár 240 MHz-es PowerPC 603e is használható (Blizzard PPC).

### Grafika és hang
Az A1200-t a Commodore 3. generációs Amiga chipestével, az Advanced Graphics Architecture (AGA) chipsettel szállították, mely a korábbiakhoz képest magasabb horizontális letapogatási frekvenciával (horizontal scan rate) rendelkezik. A 23 kHz vagy nagyobb frekvenciák a legtöbb VGA monitorral használhatók. A teljeskörű VGA-kompatibilitás érdekében egy "VGAOnly" monitor driver telepítése ajánlott, a 15,75 kHz-en kiadott boot-közbeni konfigurációs képernyőhöz pedig egy külön javítás (AAStarter12.lha) szükséges, különben nem látható VGA monitoron. Ezen túlmenően mindenképp multisync CRT monitor használata ajánlott.
Hang tekintetében maradt a kezdetek óta használatos Paula "custom" chip, de magasabb mintavételezési frekvenciákra is lehetőség van a zenelejátszás során.

### Perifériák és bővíthetőség
Az A1200 rendelkezik két DB-9M csatlakozójú Amiga-specifikus csatlakozóval egér, botkormány, illetve fényceruza csatlakoztatásához, szabványos 25-tűs RS-232 soros porttal, illetve Centronics-szabványú 25-tűs párhuzamos porttal, így lényegében kompatibilis minden korábbi Amigához gyártott perifériával, MIDI-, hang-mintavételező (sampler), illetve videóvágó-eszközökkel.
Az A600-ban megjelent két bővítési lehetőség itt is elérhető: Type II-es PCMCIA és a 44-tűs ATA (IDE) interfész, mely mindkettő leggyakrabban laptopok alkotóelemét képezi. Mindkettő interfészt a Gary helyébe lépő Gayle custom chip vezérli. A gép belsejében kialakításra került 1db 2,5"-es merevlemez fogadására alkalmas beépítő keret.
A PCMCIA Type II implemetáció csak 16-bites PCMCIA kártyákkal kompatibilis, melyeknek Type I vagy Type II típusúaknak kell lenniük, az újabb 32-bites CardBus perifériák nem használhatók. Külső gyártók számos bővítőkártyát gyártottak, úgymint: SRAM kártyák, CD-ROM-, illetve SCSI vezérlők, hálózati kártyák (vezetékes és vezetéknélküli), modemek, CompactFlash adapterek, samplerek és videóvágó eszközök.
A trapdoor bővítőcsatlakozó is lehetőséget nyújt akár hangkártya, vagy videókártya, de akár USB kártya csatlakoztatására is, korlátot jelent ugyanakkor az A1200 23-wattos tápja. Több bővítmény csatlakoztatása instabilitást okozhat, mely a táp cseréjével orvosolható. Megfelelő a célra egy Amiga 500-as táp is. Komolyabb bővítéshez lehetőség van az A1200 toronyházba építésére és akár PCI busz-kártya, CD-ROM, Zorro II, vagy Zorro III kártyák használatára.

### Operációs rendszer
A Commodore Workbench 3.0-ával és 39.106 belső revíziószámú Kickstart 3.0-ával szállította az Amiga 1200-eseket. Ez az operációs rendszer (AmigaOS) egyfelhasználós működést biztosított a beépített hardveren. A későbbi, Escom, illetve Amiga Technologies által kiadott modelleket 3.1-es Workbench-csel és szintén 3.1-es Kickstarttal szállították (AmigaOS 3.1) és a korábbiak is felfejleszthetők voltak erre a szintre Kickstart ROM cserével. A később készült AmigaOS 3.5, illetve 3.9 változatok csak szoftveres upgrade-ek voltak, melyek továbbra is Kickstart 3.1 ROM-ot igényeltek. A PowerPC-alapú AmigaOS 4.x is használható A1200-vel, ha kibővítettük azt a Blizzard PPC CPU kártyával. Az így kibővített modell képes még az alternatív Amiga-kompatibilis MorphOS, továbbá más platform-független, nyílt forráskódú operációs rendszerek futtatására is, mint például a Linux, a BSD, vagy az AROS.

### Specifikáció
| Jellemző            | Specifikáció |
| ------------------- | --- |
| CPU                 | Motorola 68CE020 14.32 MHz (NTSC); 14.18 MHz (PAL)                                                                                  |
| RAM                 | Chip RAM 2 MB (70 ns; Fast RAM bővíthető max. 8 MB-ig                                                                               |
| ROM                 | 512 KB Kickstart ROM (v3.1) |
| Chipset             | Advanced Graphics Architecture (AGA)                                                                                                |
| Kép                 | 256 szín minden képernyőfelbontásban, illetve HAM-8 módban 262.144 képernyőszínű. Grafikus módok: 320×200 – 800×600 – 1280×512      |
| Hang                | 4× 8-bites PCM csatorna (2 sztereó csatorna) 28 kHz max. DMA mintavételezési frekvencia 70 dB jel/zaj arány                         |
| Cserélhető tároló   | Commodore gyártmányok: 3,5" DD floppy meghajtó (880 KB kapacitású) Escom gyártmányok: 3,5" HD floppy meghajtó (1,76 MB kapacitású)  |
| HDD                 | 2,5" IDE merevlemezes meghajtó (gyárilag 20, illetve 40 MB kapacitással)                                                            |
| Audio/video kimenet | Analóg RGB video kimenet (DB-23M) Audio kimenet (2×RCA)                                                                             |
| I/O portok          | 2× egér/játék port (DE9) RS-232 soros port (DB-25F) Centronics párhuzamos port (DB-25M) floppy meghajtó port (DB-23F)               |
| Bővítő aljzatok     | 1× trapdoor bővítő csatlakozó; 1× 16-bit PCMCIA Type II kártya interfész                                                            |
| OS                  | Commodore gyártmányok: AmigaOS 3.0 (Kickstart 3.0 és Workbench 3.0) Escom gyártmányok: AmigaOS 3.1 (Kickstart 3.1 és Workbench 3.1) |
| Egyebek             | clock port, alaplapi, elemes valósidejű óra (RTC) és más bővítmények csatlakoztatásához.                                            |

## Retrocomputing
Az elmúlt években egyre nagyobb méreteket ölt és szinte már divattá lett az ún. "retrocomputing", azaz a régi számítógépeket használó, felújító, sőt fejlesztő irányzat. A számos ma is népszerű típus közül kiemelkedik az Amiga 1200 és más Amiga modellek, melyekhez nem csak új szoftverek (demók, játékok, felhasználói programok) készülnek, hanem funkcióbővítő hardverbővítmények (ún. modok) is. A már régen nem gyártott és nem támogatott számítógépek tehát nem csak múzeumok, számítástechnika-történeti weboldalak, kiállítások érdekességei csupán, hanem sokak számára napi használat tárgyai is.
Az AmigaOS operációs rendszer legutolsó – Commodore fejlesztésű – 3.1-es változata után a rendszer fejlesztése kisebb-nagyobb intenzitással és különböző gyártók által tovább zajlott. Az operációs rendszernek a 3.1.4.1, a 3.5 és 3.9-es változatai máig futnak Motorola 68000-es, vagy azzal kompatibilis processzorokkal szerelt Amigákon, az ezerkettesen" is.
Az A1200 alaplapi bővítőhelyei (oldalsó és trapdoor) szolgálnak ún. gyorsítókártyák (pl. ACA, Vampire, Warp), memóriabővítők, merevlemez-vezérlők csatlakoztatására. A gyári paramétereket messze meghaladó, akár 128-256 MB RAM is csatlakoztatható, továbbá gyorsabb Motorola, illetve PowerPC processzorok, előbbi akár a gyári CPU foglalatába illeszthető gyorsítókártyán, utóbbi a trapdoor foglalaton keresztül (Blizzard PPC kártya). Érdekes fejlemény továbbá, hogy az opcionális óraport (Clockport) alaplapi csatlakozóját használják különféle gyártók bővítményeik csatlakoztatására, úgymint: ISDN-vezérlő, USB-vezérlő stb. Több gyártó és magánszemélyek is folyamatosan készítik és fejlesztik hardver-bővítményeiket szinte az összes Amiga-típushoz, de különösen az egyik legfejlettebbhez, az Amiga 1200-höz.
A ma fellelhető Amiga-példányok koruknál (30-35 év) fogva karbantartásigényesek. Az állásban is jelentkeznek anyagfáradások, melyek nyomán az elektrolit kondenzátorok hajlamosak a szivárgásra és ez súlyos károkat okozhat a gépek alaplapján, így
cseréjük mindenképpen javasolt és időszerű. Ezt a munkát Magyarországon is végzi néhány lelkes restaurátor, továbbá létezik a Commodore számítógépeknek szervize is.
Jelenleg is léteznek az Amigákkal foglalkozó, főként online hírújságok (magyarul: Amiga Mania), fórumok és kicsi, de aktív rajongói közösség működik Magyarországon is.

## Fordítás
- Ez a szócikk részben vagy egészben  az   Amiga 1200 című angol Wikipédia-szócikk fordításán alapul.  Az eredeti cikk szerkesztőit annak laptörténete sorolja fel. Ez a jelzés csupán a megfogalmazás eredetét és a szerzői jogokat jelzi, nem szolgál a cikkben szereplő információk forrásmegjelöléseként.
- Ez a szócikk részben vagy egészben  az   Amiga 1200 című német Wikipédia-szócikk fordításán alapul.  Az eredeti cikk szerkesztőit annak laptörténete sorolja fel. Ez a jelzés csupán a megfogalmazás eredetét és a szerzői jogokat jelzi, nem szolgál a cikkben szereplő információk forrásmegjelöléseként.